# Charles Hurel
Œuvres principales
Tablature de luth et de théorbe
Charles Hurel est un compositeur, luthiste et théorbiste baroque français qui fut actif entre 1665 et 1692,.

## Biographie
Charles Hurel est un musicien et professeur éminent issu d'une famille prospère de luthiers parisiens qui comprenait certains des principaux facteurs d'instruments de Paris au XVIIe siècle.
Il semble avoir été le seul membre de sa famille à être également compositeur.
Il est répertorié comme « officier ordinaire de l'Académie de musique » en 1684 et comme professeur de théorbe à Paris.
Un document du 7 avril 1676, qui donne sa signature et celle de plusieurs autres membres de sa famille, le décrit comme un « joueur de luth ».
Il eut pour élèves Marie Du Port de la Balme et Mademoiselle de Lionne.
Il est mort à Paris vers 1692,.

## Homonyme
Charles Hurel a eu un homonyme, décédé en 1648, qui était un maître peintre et sculpteur, actif entre autres dans la réalisation de plafonds peints « à la française ».

## Œuvres
- Tablature de luth et de théorbe (vers 1675[8] ou 1680[9],[10]) ;
- des pièces de théorbe de Charles Hurel figurent, auprès de pièces de luth et de théorbe de nombreux autres compositeurs, dans le manuscrit Vaudry de Saizenay (vers 1699) conservé à la Bibliothèque municipale de Besançon[11],[12],[13].

## Discographie
- Christopher Wilke : Works for Theorbo - label Centaur